# ماري إليزابيث ماسترانتونيو
ماري إليزابيث ماسترانتونيو (بالإنجليزية: Mary Elizabeth Mastrantonio)‏ هي مغنية وممثلة أمريكية، ولدت في 17 نوفمبر 1958 بلومبارد في الولايات المتحدة. بدأت مشوارها المهني سنة 1982.

## أعمال

### أفلام
- (1982) ملك الكوميديا
- (1983) الوجه ذو الندبة[5]
- (1986) لون المال

### مسلسلات
- النية الإجرامية

## ترشيحات
- جائزة الأوسكار لأفضل ممثلة مساعدة، عن عمل: لون المال (1986)
- جائزة توني عن فئة أفضل ممثلة في مسرحية موسيقية [الإنجليزية]‏ (2003)

## وصلات خارجية
- ماري إليزابيث ماسترانتونيو على موقع IMDb (الإنجليزية)
- ماري إليزابيث ماسترانتونيو على موقع روتن توميتوز (الإنجليزية)
- ماري إليزابيث ماسترانتونيو على موقع ألو سيني (الفرنسية)
- ماري إليزابيث ماسترانتونيو على موقع ميوزك برينز (الإنجليزية)
- ماري إليزابيث ماسترانتونيو على موقع أول موفي (الإنجليزية)
- ماري إليزابيث ماسترانتونيو على موقع قاعدة بيانات برودواي على الإنترنت (الإنجليزية)
- ماري إليزابيث ماسترانتونيو على موقع قاعدة بيانات برودواي على الإنترنت (الإنجليزية)
- ماري إليزابيث ماسترانتونيو على موقع قاعدة بيانات الأفلام السويدية (السويدية)
- ماري إليزابيث ماسترانتونيو على موقع إن إن دي بي (الإنجليزية)
- ماري إليزابيث ماسترانتونيو على موقع ديسكوغز (الإنجليزية)